# Colacogloea papilionacea
Colacogloea papilionacea är en svampart som beskrevs av R. Kirschner & Oberw. 1999. Colacogloea papilionacea ingår i släktet Colacogloea och familjen Heterogastridiaceae.   Inga underarter finns listade i Catalogue of Life.